# Coupe d'Union soviétique de football 1984-1985
Navigation
Édition 1984 Édition 1985-1986
La Coupe d'Union soviétique 1984-1985 est la 44e édition de la Coupe d'Union soviétique de football. Elle se déroule entre le 31 juillet 1984 et le 23 juin 1985.
La finale se joue le 23 juin 1985 au stade Lénine de Moscou et voit la victoire du Dinamo Kiev, qui remporte sa septième coupe nationale aux dépens du Chakhtior Donetsk. Ce succès lui permet de se qualifier pour la Coupe des coupes 1985-1986. Le Dinamo réalise par la suite le doublé en remportant le championnat 1985 quelques mois plus tard.

## Format
Cinquante équipes prennent part à cette édition. Cela inclut les 18 participants à la première division 1984 ainsi que les 22 clubs du deuxième échelon, à qui s'ajoutent dix équipes de la troisième division.
Cette édition voit le retour au format sur deux années qui avait été abandonné à l'issue de la saison 1967-1968.
Le tournoi se divise en sept tours, à l'issue desquels le vainqueur de la compétition est désigné. Chaque confrontation prend la forme d'une rencontre unique jouée sur la pelouse d'une des deux équipes. En cas d'égalité à l'issue du temps réglementaire d'un match, une prolongation est jouée. Si celle-ci ne suffit pas à départager les deux équipes, le vainqueur est désigné à l'issue d'une séance de tirs au but.
La compétition suivant un calendrier sur deux années, contrairement à celui des championnats soviétiques qui s'inscrit sur une seule année, celle-ci se trouve de fait à cheval entre deux saisons de championnat ; ainsi pour certaines équipes promues ou reléguées à l'issue de la saison 1984, la division indiquée peut varier d'un tour à l'autre.

## Résultats

### Premier tour
Les rencontres de ce tour sont jouées le 31 juillet 1984.
| Date            | Domicile                     | Score                | Extérieur                 |
| --------------- | ---------------------------- | -------------------- | ------------------------- |
| 31 juillet 1984 | Tselinnik Tselinograd (D3)   | 2 - 1 ap             | (D2) Tavria Simferopol    |
| 31 juillet 1984 | Soudostroïtel Nikolaïev (D3) | 3 - 2                | (D2) SKA Karpaty Lvov     |
| 31 juillet 1984 | SKA-Khabarovsk (D2)          | 3 - 0                | (D2) Irtych Omsk          |
| 31 juillet 1984 | Svetotekhnika Saransk (D3)   | 1 - 5                | (D2) Spartak Ordjonikidzé |
| 31 juillet 1984 | Niva Vinnitsa (D3)           | 2 - 1                | (D2) Metallourg Zaporojié |
| 31 juillet 1984 | Metallourg Magnitogorsk (D3) | 3 - 0                | (D2) Rotor Volgograd      |
| 31 juillet 1984 | Kouban Krasnodar (D2)        | 1 - 1 ap (4 - 3 tab) | (D2) Pamir Douchanbé      |
| 31 juillet 1984 | Kotaïk Abovian (D3)          | 3 - 2 ap             | (D2) Chinnik Iaroslavl    |
| 31 juillet 1984 | Dniepr Moguilev (D3)         | 2 - 0                | (D2) Daugava Riga         |
| 31 juillet 1984 | Dinamo Samarkand (D3)        | 4 - 1                | (D2) Guria Lantchkhouti   |
| 31 juillet 1984 | Rostselmach Rostov (D3)      | 3 - 2                | (D2) Zaria Vorochilovgrad |
| 31 juillet 1984 | Geolog Tioumen (D3)          | 2 - 0                | (D2) Zvezda Djizak        |

### Deuxième tour
Les rencontres de ce tour sont jouées le 10 août 1984.
| Date         | Domicile                  | Score                | Extérieur                    |
| ------------ | ------------------------- | -------------------- | ---------------------------- |
| 10 août 1984 | Spartak Ordjonikidzé (D2) | 2 - 0                | (D2) Lokomotiv Moscou        |
| 10 août 1984 | SKA-Khabarovsk (D2)       | 6 - 1                | (D2) Torpedo Koutaïssi       |
| 10 août 1984 | Nistru Kichinev (D2)      | 3 - 2                | (D2) Kouban Krasnodar        |
| 10 août 1984 | Kouzbass Kemerovo (D2)    | 1 - 0                | (D3) Soudostroïtel Nikolaïev |
| 10 août 1984 | Kotaïk Abovian (D3)       | 3 - 0                | (D2) Kolos Nikopol (uk)      |
| 10 août 1984 | Iskra Smolensk (D2)       | 3 - 0                | (D3) Metallourg Magnitogorsk |
| 10 août 1984 | Dinamo Batoumi (D2)       | 1 - 0                | (D3) Dniepr Moguilev         |
| 10 août 1984 | Dinamo Samarkand (D3)     | 3 - 1                | (D2) Fakel Voronej           |
| 10 août 1984 | Geolog Tioumen (D3)       | 0 - 0 ap (4 - 1 tab) | (D3) Tselinnik Tselinograd   |
| 10 août 1984 | Niva Vinnitsa (D3)        | 3 - 0                | (D3) Rostselmach Rostov      |

### Seizièmes de finale
Les rencontres de ce tour sont jouées les 16 et 17 septembre 1984. Les équipes de la première division 1984, à l'exception des participants aux compétitions européennes, font leur entrée en lice durant cette phase.
| Date              | Domicile                  | Score                | Extérieur                 |
| ----------------- | ------------------------- | -------------------- | ------------------------- |
| 16 septembre 1984 | Tchernomorets Odessa (D1) | 3 - 2 ap             | (D1) Neftchi Bakou        |
| 16 septembre 1984 | Kaïrat Alma-Ata (D1)      | 3 - 1                | (D2) Spartak Ordjonikidzé |
| 16 septembre 1984 | Dinamo Samarkand (D3)     | 0 - 0 ap (3 - 1 tab) | (D1) Žalgiris Vilnius     |
| 16 septembre 1984 | Dinamo Batoumi (D2)       | 1 - 0                | (D1) Pakhtakor Tachkent   |
| 16 septembre 1984 | Zénith Léningrad (D1)     | 4 - 0                | (D2) SKA-Khabarovsk       |
| 17 septembre 1984 | CSKA Moscou (D1)          | 2 - 0                | (D3) Geolog Tioumen       |
| 17 septembre 1984 | Nistru Kichinev (D2)      | 2 - 4                | (D1) Dinamo Kiev          |
| 17 septembre 1984 | Metallist Kharkov (D1)    | 0 - 1 ap             | (D1) Torpedo Moscou       |
| 17 septembre 1984 | Iskra Smolensk (D2)       | 2 - 2 ap (4 - 3 tab) | (D1) Dinamo Tbilissi      |
| 17 septembre 1984 | Ararat Erevan (D1)        | 3 - 1                | (D2) Kouzbass Kemerovo    |
| 17 septembre 1984 | Kotaïk Abovian (D3)       | 1 - 3                | (D1) Chakhtior Donetsk    |
| 17 septembre 1984 | Niva Vinnitsa (D3)        | 2 - 1                | (D1) SKA Rostov           |

### Huitièmes de finale
Les rencontres de ce tour sont jouées entre le 28 octobre et le 14 novembre 1984. Les équipes de première division participant à des compétitions européennes font leur entrée en lice durant cette phase.
| Date             | Domicile               | Score                | Extérieur                   |
| ---------------- | ---------------------- | -------------------- | --------------------------- |
| 28 octobre 1984  | CSKA Moscou (D1)       | 3 - 0                | (D2) Dinamo Batoumi         |
| 28 octobre 1984  | Dinamo Minsk (D1)      | 2 - 1 ap             | (D1) Tchernomorets Odessa   |
| 28 octobre 1984  | Dinamo Kiev (D1)       | 1 - 1 ap (6 - 5 tab) | (D1) Dinamo Moscou          |
| 28 octobre 1984  | Chakhtior Donetsk (D1) | 2 - 1                | (D1) Ararat Erevan          |
| 28 octobre 1984  | Torpedo Moscou (D1)    | 0 - 1                | (D1) Dniepr Dniepropetrovsk |
| 29 octobre 1984  | Spartak Moscou (D1)    | 0 - 3                | (D1) Zénith Léningrad       |
| 12 novembre 1984 | Kaïrat Alma-Ata (D1)   | 1 - 0                | (D3) Niva Vinnitsa          |
| 14 novembre 1984 | Dinamo Samarkand (D3)  | 0 - 1                | (D2) Iskra Smolensk         |

### Quarts de finale
Les rencontres de ce tour sont jouées le 10 mai 1985.
| Date        | Domicile               | Score | Extérieur                   |
| ----------- | ---------------------- | ----- | --------------------------- |
| 10 mai 1985 | Iskra Smolensk (D2)    | 1 - 0 | (D1) Dinamo Minsk           |
| 10 mai 1985 | Zénith Léningrad (D1)  | 2 - 0 | (D2) CSKA Moscou            |
| 10 mai 1985 | Chakhtior Donetsk (D1) | 2 - 1 | (D1) Dniepr Dniepropetrovsk |
| 10 mai 1985 | Dinamo Kiev (D1)       | 2 - 1 | (D1) Kaïrat Alma-Ata        |

### Demi-finales
Les rencontres de ce tour sont jouées les 23 et 24 mai 1985.
| Date        | Domicile               | Score                | Extérieur             |
| ----------- | ---------------------- | -------------------- | --------------------- |
| 23 mai 1985 | Chakhtior Donetsk (D1) | 0 - 0 ap (4 - 2 tab) | (D1) Zénith Léningrad |
| 24 mai 1985 | Dinamo Kiev (D1)       | 3 - 0                | (D2) Iskra Smolensk   |

### Finale
| Titulaires :      |                        |     |
|                   |                        |     |
|                   | Mikhaïl Mikhaïlov (en) |     |
|                   | Vladimir Bessonov      |     |
|                   | Sergueï Baltacha       |     |
|                   | Oleg Kuznetsov         |     |
|                   | Anatoli Demyanenko     |     |
|                   | Vassili Rats           |     |
|                   | Pavel Yakovenko        | 88e |
|                   | Andreï Bal             |     |
|                   | Aleksandr Zavarov      | 88e |
|                   | Igor Belanov           | 55e |
|                   | Oleg Blokhine          |     |
|                   |                        |     |
| Remplaçants :     |                        |     |
|                   | Ivan Yaremchuk         | 55e |
|                   | Vadim Ievtouchenko     | 88e |
|                   | Vassili Ievseïev (en)  | 88e |
|                   |                        |     |
| Entraîneur :      |                        |     |
| Valeri Lobanovski |                        |     |

| Titulaires :       |                          |     |
|                    |                          |     |
|                    | Valentin Ielinskas (ru)  |     |
|                    | Alekseï Varnavski (ru)   |     |
|                    | Aleksandr Sopko (en)     |     |
|                    | Sergueï Pokidine (ru)    |     |
|                    | Sergueï Jouravliov (en)  | 61e |
|                    | Valeri Roudakov (en)     |     |
|                    | Sergueï Iachtchenko (en) |     |
|                    | Mikhaïl Sokolovski       | 58e |
|                    | Sergueï Akimenko (ru)    |     |
|                    | Valeri Gochkoderia (ru)  | 46e |
|                    | Viktor Gratchiov         |     |
|                    |                          |     |
| Remplaçants :      |                          |     |
|                    | Sergueï Kravtchenko (ru) | 46e |
|                    | Igor Petrov (en)         | 58e |
|                    | Sergueï Morozov          | 61e |
|                    |                          |     |
| Entraîneur :       |                          |     |
| Viktor Nossov (en) |                          |     |

| Titulaires :      |                        |     |
|                   |                        |     |
|                   | Mikhaïl Mikhaïlov (en) |     |
|                   | Vladimir Bessonov      |     |
|                   | Sergueï Baltacha       |     |
|                   | Oleg Kuznetsov         |     |
|                   | Anatoli Demyanenko     |     |
|                   | Vassili Rats           |     |
|                   | Pavel Yakovenko        | 88e |
|                   | Andreï Bal             |     |
|                   | Aleksandr Zavarov      | 88e |
|                   | Igor Belanov           | 55e |
|                   | Oleg Blokhine          |     |
|                   |                        |     |
| Remplaçants :     |                        |     |
|                   | Ivan Yaremchuk         | 55e |
|                   | Vadim Ievtouchenko     | 88e |
|                   | Vassili Ievseïev (en)  | 88e |
|                   |                        |     |
| Entraîneur :      |                        |     |
| Valeri Lobanovski |                        |     |

| Titulaires :       |                          |     |
|                    |                          |     |
|                    | Valentin Ielinskas (ru)  |     |
|                    | Alekseï Varnavski (ru)   |     |
|                    | Aleksandr Sopko (en)     |     |
|                    | Sergueï Pokidine (ru)    |     |
|                    | Sergueï Jouravliov (en)  | 61e |
|                    | Valeri Roudakov (en)     |     |
|                    | Sergueï Iachtchenko (en) |     |
|                    | Mikhaïl Sokolovski       | 58e |
|                    | Sergueï Akimenko (ru)    |     |
|                    | Valeri Gochkoderia (ru)  | 46e |
|                    | Viktor Gratchiov         |     |
|                    |                          |     |
| Remplaçants :      |                          |     |
|                    | Sergueï Kravtchenko (ru) | 46e |
|                    | Igor Petrov (en)         | 58e |
|                    | Sergueï Morozov          | 61e |
|                    |                          |     |
| Entraîneur :       |                          |     |
| Viktor Nossov (en) |                          |     |